# Unterwartbichl
Unterwartbichl ist ein Gemeindeteil von Miesbach auf der Gemarkung Niklasreuth im oberbayerischen Landkreis Miesbach.

## Ortsbeschreibung
Die Einöde Unterwartbichl liegt an der Leitzach in der Luftlinie 4,3 km südöstlich des Miesbacher Bahnhofsplatzes.

## Bevölkerungsentwicklung
Um 1950 lebten in Unterwartbichl zwanzig Einwohner. Im Mai 1987 gab es sieben Einwohner in einem Wohngebäude, das in vier Wohnungen aufgeteilt war.
| Jahr      | 1950 | 1970 | 1987 |
| Einwohner | 20   | 17   | 7    |